# Şuduq
Şuduq è un comune dell'Azerbaigian situato nel distretto di Quba. Conta una popolazione di 428 abitanti.